# George Zweifel
George Zweifel (* 2. Oktober 1926 als Georg Stephan Zweifel in Rapperswil; † 15. November 2024) war ein Schweizer Chemiker.

## Leben und Wirken
Zweifel wurde am 2. Oktober 1926 in Rapperswil im Kanton St. Gallen geboren. Er besuchte sieben Jahre in Kempraten die Primarschule, zwei Jahre in St. Gallen und Rapperswil die Sekundarschule und arbeitete danach zwei Jahre in der Landwirtschaft. Von 1944 bis 1946 besuchte er die landwirtschaftliche Schule Château-neuf-Sion im Kanton Wallis und danach ein halbes Jahr eine Privatschule in Zürich. Ab Herbst 1946 studierte Zweifel Landwirtschaft an der ETH Zürich und erhielt 1952 sein Diplom als Ingenieur-Agronom. Danach arbeitete er bei Hans Erwin Deuel am Agrikulturchemischen Institut der ETH wo er 1956 Ueber die Dekarboxylierung von Uronsäuren promoviert wurde. Von 1955 bis 1956 war er Swiss-British Exchange Fellow an der Universität von Edinburgh und danach bis 1958 Forschungsstipendiat (Research Fellow) an der Universität Birmingham.  1958 bis 1963 war er wissenschaftlicher Mitarbeiter an der Purdue University bei Herbert C. Brown, bevor er einen Ruf an den Fachbereich der UC Davis annahm.  Seit 1991 war Zweifel dort Professor Emeritus.
Wissenschaftlich beschäftigte sich George Zweifel mit der Erforschung von Organoboranen, Aluminiumorganische Verbindungen und Siliciumorganische Verbindungen als Vorstufen  in stereoselektiven Synthesen von Alkenen, Dienen und Eninen. Er ist der Namensgeber für die Zweifel-Olefinierung.